# سوق الثلوث (الجوف)
سوق الثلوث هي إحدى قرى الجمهورية اليمنية. تتبع جغرافيا لمحافظة الجوف و إداريًا لمديرية خب والشعف. يبلغ تعداد سكانها 11476 نسمة حسب الإحصاء الذي أجري عام 2004.